# 2019冠狀病毒病湖北省疫情相關執法爭議
2019年至2020年間，2019冠狀病毒病在中国大陆湖北省。中华人民共和国执法部门在期間在當地的执法工作也引起了一些相关的争议，是為2019冠状病毒病湖北省疫情相关执法争议。其中，武漢市中心醫院眼科醫生李文亮曾因傳出肺炎相關消息称“确诊SARS”而被公安指控其“嚴重擾亂社會秩序及違法”及訓誡，而其去世後網上出現了批评政府对言论的管制、对新闻的封锁和早期對疫情的不重视，以及要求平反李文亮和放宽言论的聲音。除了武漢市，洪湖市和孝感市也出現哄抬物價標準設置不當及粗暴處理在家打麻将等执法人員执法過當的情況。

## 武汉市相关执法争议

### “武汉8人散布不实消息”事件
据武汉市公安局官方微博2020年1月1日通報，有8人因“在网络传播关于此次疫情的不实信息”，此8人被武汉市公安局传唤处理；通報稱他們為「8名違法人員」，並表示對散播謠言擾亂社會秩序的行為，警方將8人「依法查處、絕不姑息」，同時呼籲網民勿信謠言。中國中央電視台翌日亦有報道此事，指他們是「散播謠言者」。
後來疫情趨於嚴重後，《环球时报》总编辑胡锡进1月21日称，公安部门当时传唤8位市民进行调查，有录像可以证明过程非常友好客气，8位民眾都没有人被拘留、沒有人被處罰。除此之外，那8个人不是专业人士，当事人称这种病是SARS与事实不符（係指本次疫情為新型冠狀病毒引起，爭議在於用詞），他们当时这样说的的动机可能有其原因，但他们作为非专业人士有这样的偏差可以理解，不過武汉市公安局有必要重新对此事件进行定性，以還市民清白並恢復名譽。
对此，1月28日中國最高人民法院發文指正，武漢8人發表的「武漢出現SARS個案」內容並非完全捏造，反而可能有利於肺炎疫情防控，應給予寬容處理。翌日，武漢市公安局發文指，8人分别传发了“X医院已有多例SARS确诊病例”、“确诊了7例SARS”、“Y医院接收了一家三口从某洲回来的，然后就疑似非典了”等未经核实的信息，但發放不實資訊的情節特別輕微，當時僅給予批評教育，未有警告、罰款或拘留。对于8人的行为，中國疾控中心流行病學首席科學家曾光接受胡錫進訪問時表示，“这8个人是可敬的，我们事后评论，可以给他们很高的评价；他们是事前诸葛亮，但是科学讲究相信证据，做出判断得拿出依据。”接受中國央視鲁健訪問時則稱：「这8个人是可敬的，他们是忧国忧民，有一定见解的。作为公共卫生专家，希望同他们对话，希望从他们身上学点东西。」
2月5日，香港有線新聞《有線中國組》報道稱被公安傳喚的8人分別來自3個醫院相關群組，最少4人是醫生；又指北京有前律師認為武漢公安傳喚8人屬違法，準備入稟法院控告，要求宣布訓誡無效，進行道歉賠償及追究公安局長等人責任。

### 李文亮事件

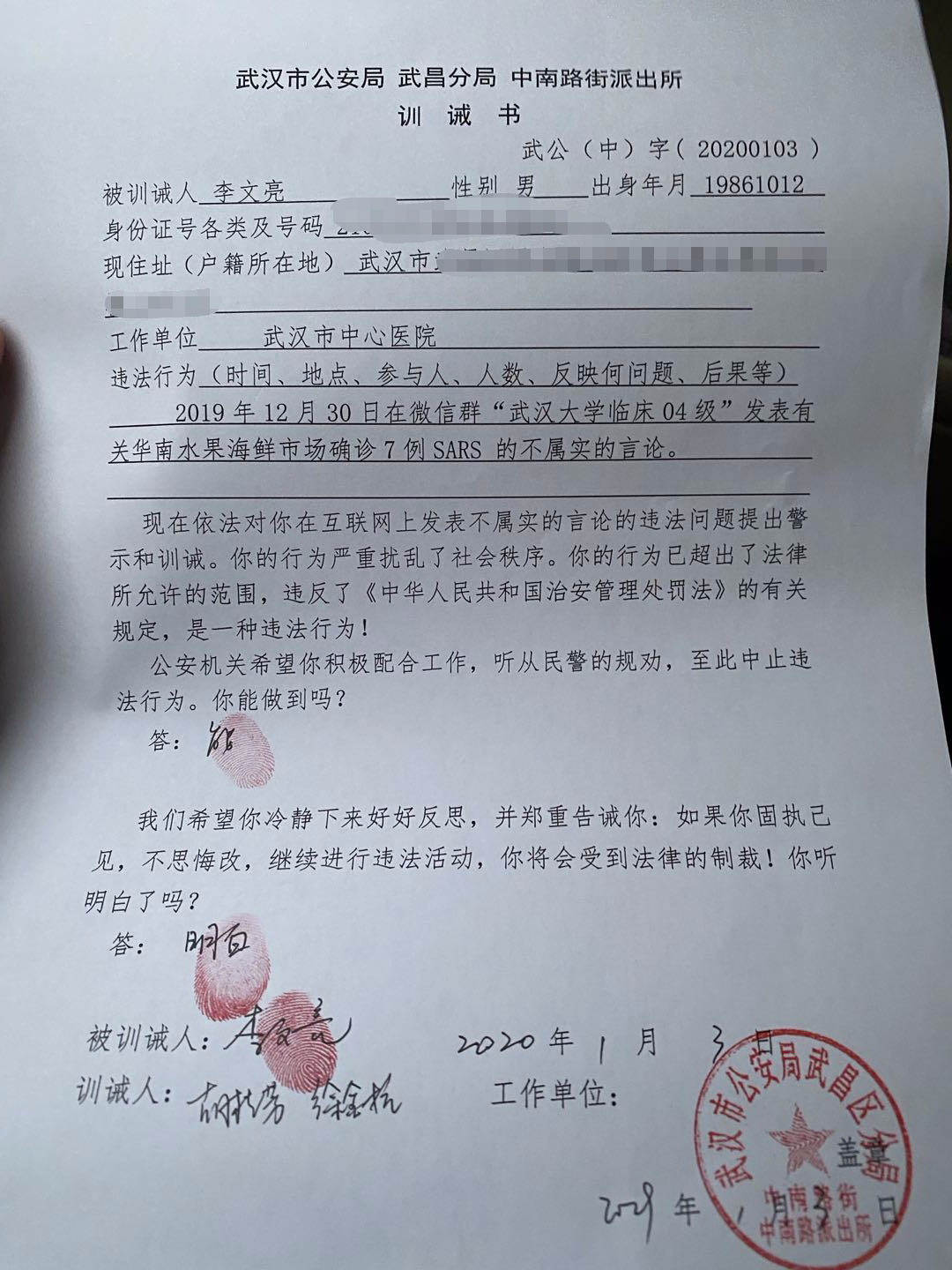
武汉市公安局武昌分局中南路街派出所开具給李文亮的训诫书

1月27日《北京青年報》報導指，2019年12月30日晚間一位武漢眼科醫生李文亮在大學同學群組內發出「華南水果海鮮市場確診了7例SARS，在我們醫院急診科隔離」訊息，相關截圖被人擷取後在外網上廣傳。李文亮告訴《北京青年報》，他一開始說法不準確，被人截圖後斷章取義成了SARS，他後面強調了是正在分型的冠狀病毒，並要求不要外傳。12月31日，李文亮本人亦因截圖洩漏被要求寫反思、自我批評，醫院讓他認識「自己造謠的錯誤」，但處分就遲遲未出。1月3日，公安要求李文亮簽署一份訓誡書，圖片顯示武漢市公安局武昌分局指李文亮的行為嚴重擾亂社會秩序及違法。之後科室主任亦要求醫院同事不要在網上發布肺炎相關資訊。2020年1月3日，李文亮通过个人社交账户发布武汉市公安局武昌分局给他的训诫书；上游新闻指出，1月1日武汉警方就传唤了8人，而李文亮是在1月3日去派出所接受训诫，可能并不属于8名“造谣”者之一。随后李文亮仍留在醫院第一線崗位上工作，於1月10日開始出現疑似肺炎症狀，1月12日李文亮更因病情嚴重進ICU，懷疑科室內收治的疑似新型肺炎病患已經有傳染力讓他被傳染。李文亮並透露所在科室早在1月7、8日的時候，醫生就要求收治的懷疑個案做剛剛公佈的核酸方法進行新型病毒檢測，但「當時不讓做核酸檢測確診」。
1月31日，多間傳媒也刊登有關武漢市中心醫院眼科醫生李文亮的報道，推測他即是《北京青年報》報道中，發放「華南水果海鮮市場確診了7例SARS」訊息後遭公安訓誡的醫生。新聞認為他的行為不屬於傳謠，且檢測報告上有「SARS」字樣，反而是提請公眾注意及多加防範，同時認為公眾知悉真相比他個人的平反更重要，指一個健康社會應包容不同聲音，又指1月上旬即有醫護人員認為病毒「明顯存在人傳人」，最初確診病例少則應是因為試劑盒尚未研發成功的緣故。事件後受訪時，李文亮表示未被吊銷醫生執照，此前懷疑被接診的新型肺炎病患傳染，12日病重住院還在想為何仍未通報有人傳人及醫療照顧相關感染，期待出院後儘快返回一線處理疫情。《新京報》及每日經濟新聞均認為他是此前8名被處理的「造謠者」之一，財新網則認為無法判斷「吹哨人」李文亮是否在這8人內，指李亦不知自己是否被通報8人之一。翌日，財新網更新報道，證實李文亮2月1日檢測結果呈陽性，確診感染新型肺炎。李文亮其後接受《紐約時報》短信採訪，指自己不滿公安做法，「如果官員們早點披露有關疫情的信息，我覺得情況會好得多」。
2月7日凌晨2時58分，因曾在同學群組發表肺炎消息而被公安訓誡的眼科醫生李文亮去世，年僅33歲。同日，中華人民共和國國家監察委員會決定派調查組前往武漢，全面調查李文亮相關問題。《中國青年報》及《中國日報》指市民當日自發前往武漢市中心醫院獻花悼念李文亮，有人稱讚他是「人民英雄永垂不朽」，更有人潸然淚下。武汉市内亦有市民自发组织关灯吹哨纪念活动。有網民在社交网站新浪微博上借此批评政府对言论的管制、对新闻的封锁以及早期對疫情的不重视，并要求平反李文亮以及放宽言论，#我们要求言论自由#一度成为微博话题。部分網民貼出「我們要求言論自由」為主題的帖文，但帖文很快便搜尋不到，有網民改為轉發憲法第35條保障自由的條文。網路一度傳出一封李文亮妻子求助信，之後李文亮妻子親自出面證明並非本人所寫，也沒有要求捐款。
2月11日，中國國家衛健委高級別專家組組長南山接受路透社專訪，談及李文亮事件時激動落淚，稱大部分中國人都認為李是英雄，自己亦為李文亮說出真相感到自豪，又指李背後有數以百計醫生想要說出真相，現今政府亦鼓勵這樣做，強調這些聲音需要聆聽。

### 刘文、谢琳卡事件
1月2日前后，武漢市紅十字會醫院神經內科醫生刘文被派出所传唤，并签了笔录，没有签“训诫书”。据刘文回忆，他1月1日一整天都在上班，因此不知道是不是1日被查處的八人。根據短新聞梨視頻採訪，劉文曾於2019年12月30日下午，在醫院科室群組發布「剛剛二醫院後湖院區確診一例冠狀病毒感染性肺炎，也許華南周邊會隔離。洗手！口罩！手套！」、「SARS已基本確定，護士妹妹們別出去晃了」 訊息。他表示當時聽聞是冠狀病毒感染的肺炎，有印象的只有SARS及中東呼吸綜合症，考慮可能有人傳人，只是提醒醫護同事多注意安全。數日後被醫院辦公室談話，著其「不要流傳謠言」，並在2名警察陪同下寫下事情經過，所幸未被為難。劉認為自己做了醫生應該做的，「如果我們不說實話，還有誰會說實話」，並透露所在醫院有參與防控的外科醫生過世令其痛心。2月7日，財新網訪問劉文，劉說他在1月2日前後被公安叫去派出所，警察詢問消息來源及事情經過，列出書面筆錄，之後要求劉逐頁簽字及按手印，但就未有像李文亮一樣被書面訓誡。劉稱派出所之行給他造成了一些壓力，但自己並不後悔。財新網指「吹哨人」劉文和另2位被公安處理的醫生李文亮、謝琳卡一樣，不知道自己是否被通報8人之一。
1月3日左右，武漢協和醫院腫瘤中心39歲主治醫師谢琳卡接到武汉警方电话。据谢琳卡回忆，警察只是打了个电话，警示醫生「不要傳播不實資訊」，态度很客气。根據財新網及《經濟觀察報》的訪問，謝琳卡出身傳染病專業，2019年12月30日晚在腫瘤中心微信群組發出「近期不要到华南海鲜市场去，那里现在发生了多人患不明原因肺炎（类似非典），今天我们医院已收治了多例华南海鲜市场的肺炎病人，大家注意戴口罩和通风」訊息，消息來源是「我传染病院的师妹发在我们同门群里的消息」，被人截圖後廣傳。翌日，謝收到很多公眾查詢，回覆時均提醒要戴口罩、做防護。此後被醫院宣傳科談話，獲安慰所做事情無錯，亦獲不少患者及同事支持、贊同。1月3日，收到武漢公安來電，謝回憶稱當時警察態度客氣，未有處分或訓誡她，而是給予口頭教育及警示；她回答自己醫院距華南海鮮市場近，風險高，訊息是提請大家自我防護。財新網指「吹哨人」謝琳卡不清楚自己是否被通報8人之一，應該很多醫生都做了內部預警，只是自己及另外數人訊息被廣傳。

### 其他争议事件
2020年1月26日，有网友称武汉市蔡甸区城管将一辆火神山医院项目建设车辆锁车，城管在车辆上贴的书面锁车理由为“车身不洁”，司机联系城管部门得到回复称“初七上班再处理”。经车辆所属武汉新久建设集团与城管部门沟通，该车在半小时后被放行。次日蔡甸城管官方微博回应称，该车被查因车身不洁且停在人行道上，当日下午车辆已解锁放行。
2月1日，武汉居民方斌前往武汉市第五医院探访，拍摄到有八名病人在五分钟内先后死亡，尸体从医院内被搬出。视频在国际社会上广泛流传后，武汉警方于当晚登门传唤其至公安局做笔录后获释。香港電台《鏗鏘集》2月10日播出方斌拍攝的片段，顯示當時上門拉人者自稱來自疾控中心，而方斌電話受訪時指被公安扣押數小時期間，被質問為何不拍攝抗疫或搶救者，而是拍攝死人、「引起恐慌」，方斌則反駁認為公眾得知真實情況才不會恐慌。
2月28日，公民记者、前央广播音员李泽华于武汉失联，疑似被捕。 李泽华在武汉曾去过百步亭社区、武汉市殡仪馆、武昌火车站、P4实验室，期间曾被尾随。。失联之前，李泽华在网上直播称“我不愧于自己，不愧于我的父母，不愧于我的家庭，也不愧于我毕业的中国传媒大学，不愧于我学的传媒！我也不愧于这个国家，我没有做任何对国家不利的事情”，随后开门，直播中断。
3月2日，有网友在微博上传一段城管与市民的争执视频，称武汉城管用群殴的方式暴力执法，殴打一名配菜分拣员。上传用户称“小区的好心业主将自己的门店让出来，让我朋友在里面分拣，但城管他们看到了就说这是违法经营，也不听解释，上来就要收东西。”双方言辞逐渐激烈，最后演变成视频里的撕扯、殴打内容。3月3日9时，武汉市江汉区政府办公室通报称，江汉区汉兴街工委和纪工委对发生冲突的城管人员吕某某、蒋某某、李某某予以辞退，对负有管理责任的汉兴街公共管理科相关负责人予以立案调查。

## 洪湖市相关执法争议
2月12日，觀察者網引述洪湖市2月9日微信文章，指洪湖市市场监督管理局在物价执法行动中认定洪湖市華康大藥房因將每個進價0.6元人民幣的38000隻口罩以單價1元銷售，差價超過15%，構成哄抬物價，共罰沒56840元。中新社「國是直通車」引述中國政法大學法治政府研究院院長王敬波，認為處罰屬執法過度，需慎重執法。洪湖市當天發聲明回應事件，指藥房違反2條規定，分別是在公共衛生一級響應期間漲價及購銷差價額超過15%，構成哄抬價格行為。翌日，《新京報》及《羊城晚報》報道洪湖市又稱實際情況與指導意見有衝突，已重新開始調查，紀檢亦介入調查執法人員是否違法；藥房職員指封路及人工費令銷售實際上蝕本，負責人則稱被罰是內部溝通問題。2月14日，洪湖一工作人員對《新京報》表示口罩是勞保口罩而非醫用，且「平時的售價只有幾分錢」，藥店有多項違法故被罰；至於《人民日報》報道，湖北省官方售賣進價1元、售價2元的「平價口罩」，工作人員就說這是正規醫用口罩。

## 孝感市相關執法爭議
《北京日报》、財新網及東網引用網絡片段報道，2月13日，孝感市孝昌縣有一家三口在自家打麻將，戴有防疫執勤紅袖章的巡查人員衝入，破壞麻將桌上茶杯。屋內一男子不滿，用麻將牌砸向巡查人員，引發肢體衝突，巡查人員隨後連續掌摑男子，並將自動麻將桌拖走砸毀，男子質問一家人是否還可以在一起吃飯，事件引發網民批評及質疑執法過度，做法粗暴濫權。
2月18日，《人民日報》「俠客島」刊發評論，批評此事及學校「形同處理垃圾」一樣處理學生宿舍物品等事是不懂法、不懂疫情應對及不尊重他人人格，缺乏法治思維。《中國日報》亦在微博上評論認為這是號稱執法，實則違法，違法防疫踐踏他人權益，「與不戴口罩還暴力抗法者何異」。
同日，孝昌縣在官網通報稱，2月13日陡山鄉疫情防控人員巡邏時發現一家人敞開門打麻將，第一次勸阻未果，返回再次勸阻時「摔了麻將桌上的茶杯，村民打了工作人員耳光」，隨後發生衝突，反映防疫工作時方法簡單及行為失當；通報又稱鄉長已兩次登門道歉，當事村民在司法所調解下諒解並出具調解書。翌日，財新網指通報內容與紅袖章自行拍攝的影片有出入，因為片段顯示是工作人員掌摑村民，而不是村民掌摑工作人員。

## 黄冈市相關執法爭議
2020年12月10日，黄冈市黄州区新冠肺炎疫情防控指挥部发布通报，12月8日上午，武汉市对洪山区昌晶冷链仓储中心进口冷链食品进行新冠病毒核酸监测检测时，发现巴西进口冷冻猪小里脊肉1份检测结果呈阳性。黄州区24户居民通过美团优选平台采购了上述同批次的进口冷冻猪小里脊肉，区疫情防控指挥部立即组织开展流行病学调查，进一步追踪排查相关人员和涉事食品，对相关人员、涉事食品和环境进行核酸检测，对涉事食品的相关人员进行居家隔离和健康监测，对环境进行终末消毒。区市场监管部门对4户购买未食用的巴西进口冷冻猪小里脊肉封存销毁。黄冈市黄州区公安分局已对美团优选黄州区合作方进行立案，依法严肃查处。对违规采购进口食品的24户居民，自费承担核酸检测费用并落实居家隔离措施，并处以200元人民币的罚款。此通报传出后引发网友热议，认为黄州区新冠肺炎疫情防控指挥部对“违规采购”的定义含糊不清，而网友亦对“全区禁止采购进口冷冻肉品”表示质疑。封面新闻评论认为，“全区禁止采购进口冷冻肉品”通告，本身就是有悖于上位法，是没有任何法律依据的，也是没有经过必要的合法性审查的。新华网亦发文指出，建议黄州公安在通报中将居民的违法事实及所触犯的条例表述得更具体。有受影響的居民夫婦表示，該批凍肉包裝簡陋，沒有詳細標籤，根本無法分辨產地，因此購入時並不知情其涉嫌违规；事後全家的個人私隱更按防疫機制被公開至幼儿园及工作单位，夫婦甚至被單位要求辭職；更批評政府做法無理。12月12日，黄州区疫情防控指挥部发布“关于黄州区居民网购涉疫进口冷链食品后续处置情况的通报”，对此前24人所作行政处罚，包括每人200元罚款，由原行政处罚机关予以撤销，核酸檢測亦會免費提供，并对24名居民处理不当表示歉意。当晚，黄州区委宣传部副部长吕有明接受中央广播电视总台中国之声的专访，表示黄州区领导已经与企业领导见面，不会因该事件影响涉事居民的工作岗位。而14天的隔离期，单位亦会依规发放基本工资。此外吕有明还表示，作为销售方的美团亦被处罚，美团北京总部会派人与住户商谈损失。

## 事后
2020年1月28日，最高人民法院官方微博发表文章称：在武汉市公安机关处罚的8名发布‘华南水果海鲜市场确诊7例SARS’的案件中，“如果机械地理解适用法律的确可以认定，鉴于新型肺炎不是SARS，说武汉出现了SARS，属于编造不实信息，且该信息造成了社会秩序的混乱，符合法律规定的编造并传播虚假信息的行为，给予其行政处罚甚至刑事处罚，有其正当性。但是，事实证明尽管新型肺炎并不是SARS，但信息发布者发布的内容并非完全捏造。如果社会公众当时听信了这个‘谣言’，并基于对SARS的恐慌而采取了佩戴口罩、严格消毒、避免再去野生动物市场等措施，这对我们今天更好地防控新型肺炎，可能是一件幸事。”2月11日，國際病毒分類委員會该病毒与SARS病毒确认为同一物种的两个分型后，石正丽等病毒学家对相关命名提出争议。中国大陆媒体则以“事后验证不能为事前随意编造作辩护”为主题报导。
2020年11月查帕雷病毒被确认人传人时，新华社援引美国CDC凯特琳·科萨布姆称查帕雷病毒与埃博拉病毒“同属一类”并被大量转载，部分媒体甚至称查帕雷病毒是“类似埃博拉病毒”的“黑手”或以玻利维亚“发现”病毒为题将2004年之前就已发现的病毒的发现重新推送为新闻，形成大面积的错误舆论。美国CDC乃至凯特琳·科萨布姆并未称两种疾病在病毒上同属一类，二者关系其实甚远，前者来自布尼亚病毒目沙粒病毒科而后者来自单分子负链RNA病毒目丝状病毒科。不过新华社及相关媒体责任人并未被曝出以“编造不实信息”追责。

## 外部連結
- 治理有关新型肺炎的谣言问题，这篇文章说清楚了!（页面存档备份，存于） - 中華人民共和國最高人民法院
- 曾光回应“武汉8人被约谈”：他们是可敬的（页面存档备份，存于）